# Schendylops fieldi
Schendylops fieldi är en mångfotingart som först beskrevs av Chamberlin 1944.  Schendylops fieldi ingår i släktet Schendylops och familjen småjordkrypare. Inga underarter finns listade i Catalogue of Life.